# 19595 Lafer-Sousa
19595 Lafer-Sousa este un asteroid din centura principală de asteroizi.

## Descriere
19595 Lafer-Sousa este un asteroid din centura principală de asteroizi. A fost descoperit pe 14 iulie 1999 la Socorro, New Mexico, în cadrul proiectului LINEAR. Asteroidul prezintă o orbită caracterizată de o semiaxă mare de 2,56 ua, o excentricitate de 0,05 și o înclinație de 1,8° în raport cu ecliptica.